# Vuortnovuoma
Vuortnovuoma är en ödeort i Gällivare kommun, Norrbottens län. Orten grundades 1753 av Christian Elingius, som var brukare vid Meldersteins bruk. Denne avled på 1760-talet och ett nyanläggningsbeslut utfärdades 1835 till Erik Strömbäck och 1862 för Nils Håkan Fjällberg. Vid folkräkningen 1890 hade orten 16 invånare.